# 강한옥
강한옥(1928년~2019년 10월 29일)은 대통령 문재인의 모친이다. 본관은 진주다.

## 생애

### 출생
강한옥은 1928년 함경남도 함주군 흥남읍 (현 함경남도 함흥시)에서 태어났다.

### 해방 이후
해방 이후 성인이 된 그녀는 당시 함주군청 농무과 과장이었던 문용형과 만나 결혼하였다. 정권 수립 후 한국 전쟁이 발발하고 흥남 철수 때 남편 문용형과 같이 경상남도 거제군 (현 거제시)로 피난을 갔고, 거기서 문재인 등 자녀를 낳았다. 강한옥은 달걀 장사를 시작하였고, 연탄 배달을 하기도 하였다. 문용형은 거제도 포로수용소 공사에서 노무일을 시작하였다. 이후 문씨 가족은 경상남도 부산시 영도구 (현 부산광역시 영도구)로 이사를 갔다. 남편 문용형이 1978년 심정지로 사망하였다. 그때 당시 강한옥의 나이는 51세였다.

### 사망
2019년 10월 29일 부산광역시 영도구에서 향년 91세의 나이로 별세했다. 그녀가 죽기 직전 문재인 대통령은 부산광역시의 한 병원에서 그녀의 임종을 지켜봤다고 한다.

## 가족관계
- 부친 강씨(?~?)
  - 여동생 강병옥(1949년~)
- 시부 문정기(1882년~1950년 이후)
- 시모 신안 주씨(1880년~1960년)
  - 아주버니 문창형(1906년~1966년)
  - 손윗동서 박씨
  - 남편 문용형(1920년~1978년)
    - 장녀 문재월(1949년~)
    - 장남 문재인(1953년~)
    - 차녀 문재성(1955년~)
    - 삼녀 문재실(1957년~)
    - 차남 문재익(1958년~)